# Henning Fode
Henning Fode (ur. 1948 w Randers) – duński prawnik, prokurator, sekretarz osobisty królowej Małgorzaty II.
Dyrektor Urzędu Oskarżyciela Publicznego Danii od 1995. Był także m.in. szefem duńskiego kontrwywiadu. 
Członek Międzynarodowego Stowarzyszenia Prokuratorów (IAP) od początku istnienia tego stowarzyszenia, od 1998 członek Komitetu Wykonawczego IAP, w 1999 wybrany na Wiceprezesa, od 2005 do 2007 Prezes IAP.
Obecnie sekretarz osobisty królowej Małgorzaty II, szambelan, sekretarz gabinetu i kapituły duńskich orderów.
Żonaty, ma dwie córki.
Odznaczenia:
- Krzyż Wielki Orderu Danebroga (Dania, 2012)
- Medal Pamiątkowy 40-lecia Panowania Królowej Małgorzaty II (Dania, 2012)
- Medal Pamiątkowy 70-lecia Urodzin Królowej Małgorzaty II (Dania, 2010)
- Medal Pamiątkowy 75-lecia Urodzin Księcia Henryka (Dania, 2009)
- Krzyż Wielki Orderu Krzyża Południa (Brazylia)
- Krzyż Wielki Orderu Białej Róży (Finlandia)
- Krzyż Wielki Orderu Feniksa (Grecja)
- Wielka Wstęga Orderu Orła Azteckiego (Meksyk)
- Wielka Wstęga Orderu Korony (Belgia)
- Krzyż Wielki Orderu Sokoła (Islandia)
- Krzyż Wielki Orderu Oranje-Nassau (Holandia)
- Krzyż Wielki Orderu Zasługi (Norwegia)